# Rebecca Nyandeng De Mabior
Rebecca Nyandeng de Mabior là một chính trị gia người Nam Sudan. Bà đã từng là Bộ trưởng Bộ Giao thông và Vận tải cho Chính phủ tự trị của Nam Sudan, và là cố vấn cho Tổng thống Nam Sudan. Bà là góa phụ của Tiến sĩ John Garang de Mabior, Phó chủ tịch sau cùng của Sudan và Tổng thống của Chính phủ Nam Sudan. Bà đến từ bộ lạc Dinka của Twic East County ở Nam Sudan.

## Vai trò trong chính phủ Nam Sudan
Sau cái chết của Tiến sĩ John Garang, Tướng Salva Kiir đã đảm nhận vị trí của ông và trở thành Phó Tổng thống đầu tiên của Sudan và Tổng thống của Chính phủ của Nam Sudan và chỉ huy trưởng SPLM/A. Tướng Kiir bổ nhiệm Rebecca Nyandeng De Mabior làm Bộ trưởng Bộ Giao thông và Vận tải cho Chính phủ của Nam Sudan.
Bà tiếp tục là người ủng hộ mạnh mẽ cho việc thực hiện Thỏa thuận hòa bình toàn diện được ký bởi Tiến sĩ John Garang trước khi ông qua đời vào ngày 30 tháng 7 năm 2005. Bà tiếp tục ủng hộ việc thực hiện tiến trình hòa bình cho đến khi miền Nam giành được độc lập vào ngày 9 tháng 7 năm 2011. Trong cùng năm đó, khi chồng bà qua đời, bà Rebecca đã đến thăm Hợp chủng quốc Hoa Kỳ và gặp Tổng thống George W. Bush. Bà đưa ra một thông điệp đánh giá cao sự tham gia của người Mỹ vào cuộc tìm kiếm hòa bình ở Nam Sudan. Năm 2009, Tổng thống Obama tiếp tục nỗ lực với Bộ trưởng Clinton và Đại sứ Rice để thấy rằng thỏa thuận hòa bình được thực hiện ở Sudan.
Bà Rebecca cũng nhận được một cuộc phỏng vấn bởi NPR. Bà nói về cam kết giải phóng Nam Sudan trong khi bà cũng tôn trọng sự cần thiết của một Sudan thống nhất dưới Tầm nhìn Sudan Mới do Tiến sĩ John Garang đề ra vào năm 1983. Bà đã đến thăm Grinnell College và Đại học bang Iowa, các trường đại học Iowa nơi người chồng quá cố của bà hoàn thành việc học trước khi Nội chiến Sudan lần thứ hai nổ ra vào năm 1983. Late Dr. John Garang and his wife Rebecca have six children who are active supporters of peace and stability in the new Republic of South Sudan.
Theo Sudan Tribune, Nyandeng đã gặp tổng thống Nam Sudan Salva Kiir Mayardit vào ngày 22 tháng 12 năm 2013 để thảo luận về an ninh sau cuộc khủng hoảng chính trị 2013 của Nam Sudan.

## Hiệp định hòa bình toàn diện
Rebecca Nyandeng đã bày tỏ sự không hài lòng với cách chính phủ của Sudan ở Khartoum trong việc thực hiện Thỏa thuận hòa bình toàn diện (CPA). Trong những năm chiến tranh, bà gia nhập quân đội miền Nam ngày nay với tên gọi Quân đội giải phóng nhân dân Sudan và Phong trào giải phóng nhân dân Sudan. Cô được biết đến với sự ủng hộ cho quyền tự quyết của Nam Sudan mặc dù bà không chống lại một Sudan thống nhất dưới cùng một chế độ pháp trị dân chủ. Hàng triệu người Nam Sudan đã bị ảnh hưởng bởi cuộc chiến giữa Bắc và Nam Sudan có lịch sử lâu đời kể từ khi người Anh rời khỏi Sudan vào năm 1956. Hậu quả của chiến tranh là hơn 2 triệu sinh mạng ở Nam Sudan đã bị mất và bốn triệu người Nam Sudan đều phải di cư và sống ở nước ngoài như những người tị nạn. Sau khi hòa bình ở Nam Sudan, quá trình hồi hương đang trở thành vấn đề nóng một lần nữa bởi Liên Hợp Quốc.